# Міжгорний
Міжго́рний (рос. Межгорный) — селище у складі Акбулацького району Оренбурзької області, Росія.

## Населення
Населення — 104 особи (2010; 218 у 2002).
Національний склад (станом на 2002 рік):
- казахи — 55 %